# David Abulafia
David Samuel Harvard Abulafia (n. 12 decembrie 1949, Greater London, Anglia, Regatul Unit) este un istoric englez având ca preocupare istoria Italiei, a Spaniei și a altor regiuni din jurul Mării Mediterane în perioadele medievală și renascentistă, istoria comerțului și economiei din Toscana, Genova și Veneția. Profesor de istorie mediteraneană la Universitatea Cambridge din anul 2000, a fost decan al Facultății de Istorie a acestei universități între anii 2003 și 2005. De asemenea, este membru al Academiei Britanice și al Academia Europaea. Ca profesor, a susținut prelegeri în numeroase țări, precum Italia, Spania, Franța, Germania, Finlanda, Japonia, Israel, Iordania, Egipt etc.
David Abulafia provine dintr-o familie de evrei sefarzi care a trăit timp de secole la Tiberias, după izgonirea evreilor din Spania, în 1492.

## Opere
- Italy, Sicily, and the Mediterranean, 1987
- Frederick II: a Medieval Emperor, Oxford, 1992 (o critică la adresa istoricului Ernst Kantorowicz)
- Commerce and conquest in the Mediterranean, 1100-1500, 1993
- A Mediterranean Emporium: The Catalan Kingdom of Majorca, Cambridge, 2002
- The Mediterranean in History, 2003
- The Two Italies: Economic Relations between the Norman Kingdom of Sicily and the Norman Communes, Cambridge, 2005
- Italy in the Central Middle Ages, Oxford, 2004
- The Discovery of Mankind: Atlantic Encounters in the Age of Columbus, Yale, 2008
- The Great Sea: a human history of the Mediterranean, Oxford, 2011